# Smicridea aries
Smicridea aries är en nattsländeart som beskrevs av Roger J. Blahnik 1995. Smicridea aries ingår i släktet Smicridea och familjen ryssjenattsländor. Inga underarter finns listade i Catalogue of Life.